# ヤヌスキナーゼ2
ヤヌスキナーゼ2（Janus kinase 2、JAK2）は、非受容体型チロシンキナーゼの1つである。ヤヌスキナーゼ（JAK）ファミリーに属し、II型サイトカイン受容体ファミリー（インターフェロン受容体など）やGM-CSF受容体ファミリー（IL-3受容体、IL-5受容体、GM-CSF受容体）、gp130受容体ファミリー（IL-6受容体など）、一本鎖受容体（エリスロポエチン受容体、トロンボポエチン受容体、成長ホルモン受容体、プロラクチン受容体など）を介したシグナルの伝達への関与が示唆されている。
JAK2の特徴は、SH2/SH3ドメインが存在しないこと、そしてJH1からJH7までのJAK相同ドメインが存在することである。C末端側に位置する2つのJHドメイン（JH1とJH2）はチロシンキナーゼドメインと高度の相同性を有するが、キナーゼとして十分な機能を有するのは最もC末端側のJH1のみである。もう一方のJH2は以前はキナーゼとしての機能を全く持たないと考えられており、そのため偽キナーゼと呼ばれていたが、その後JH1の10%に過ぎないものの触媒活性を有することが発見された。
マウスではJak2の喪失は胎生12日で致死となる。

## 臨床的意義
JAK2遺伝子とETV6遺伝子との融合（TEL-JAK2）やPCM1遺伝子との融合は、白血病、特にクローン性好酸球増多症の患者にみられる。
JAK2の変異は、真性多血症、本態性血小板血症、原発性骨髄線維症やその他の骨髄増殖性腫瘍との関連が示唆されている。エリスロポエチンやトロンボポエチンなどの成長因子のシグナル伝達にはJAK2が必要であり、617番のバリンがフェニルアラニンに変化する変異（V617F）はこうした成長因子に対する造血系細胞の感受性を高めているようである。JAK2変異は真性多血症の診断法の1つとなっている。

## 相互作用
JAK2は次に挙げる因子と相互作用することが示されている。
- DNAJA3（英語版）[15]
- EGFR[16]
- EPOR（英語版）[17][18]
- FYN[19]
- Grb2[20][21]
- GHR[22][23][24]
- IRS1[25][26]
- IL12RB2（英語版）[27]
- IL5RA（英語版）[28]
- PIK3R1（英語版）[29]
- PPP2R4（英語版）[29]
- PTK2[30][31]
- PTPN11[32][33][34]
- PTPN6（英語版）[35][36]
- PRMT5（英語版）[37]
- SH2B1（英語版）[38][39]
- SHC1（英語版）[40][41]
- SOCS3（英語版）[42][43][44]
- STAT5A[45][46]
- STAT5B[45][46]
- STAM（英語版）[47]
- SOCS1（英語版）[44][48][49][50][51][52]
- TEC（英語版）[53][54]
- TNFRSF1A[55]
- VAV1（英語版）[56][57]
- YES1（英語版）[29]

JAK2を介したプロラクチンシグナルの伝達は、STAT5とRUSH転写因子に依存している。

## 関連文献
- “[A recurrent mutation of the JAK2 gene in chronic myeloproliferative disorders]”. Pathologie-Biologie 54 (4):  182–4. (May 2006). doi:10.1016/j.patbio.2005.07.002. PMID 16084028.
- “[Acquired mutation of JAK2 tyrosine kinase and polycythaemia vera]”. Annales de Biologie Clinique 64 (1):  3–9. (2006). PMID 16420986.
- “JAK2, the JAK2 V617F mutant and cytokine receptors”. Pathologie-Biologie 55 (2):  88–91. (March 2007). doi:10.1016/j.patbio.2006.06.003. PMID 16904848.
- “Pathogenetic role of JAK2 V617F mutation in chronic myeloproliferative disorders”. Journal of the Chinese Medical Association 70 (3):  89–93. (March 2007). doi:10.1016/S1726-4901(09)70337-5. PMID 17389152.